# Matty (Ungarn)
Matty ist eine ungarische Gemeinde im Kreis Siklós im Komitat Baranya. Zur Gemeinde gehören die Siedlungen Keselyősfapuszta und Mattyipuszta.

## Geografische Lage
Matty liegt sieben Kilometer südwestlich der Stadt Siklós und vier Kilometer nördlich des Flusses Dráva, der die Grenze zu Kroatien bildet.  Nachbargemeinden sind Gordisa und Alsószentmárton.

## Sehenswürdigkeiten
- Delfin-Springbrunnen (Szökőkút négy delfinnel)
- Naturlehrpfad Kormorános Erdő Tanösvény
- Reformierte Kirche, erbaut 1784, der Turm wurde 1878 hinzugefügt

## Verkehr
In Matty treffen die Landstraßen Nr. 5709 und Nr. 5712 aufeinander. Die Nebenstraße Nr. 57123 führt in südlicher Richtung zur Siedlung Keselyősfapuszta. Der nächstgelegene Bahnhof befindet sich nördlich in Vokány.